# Asia Rugby U19 Division 1 2017
El Asia Rugby U19 Division 1 del 2017 fue una edición de la segunda división juvenil que organiza Asia Rugby. El certamen se desarrolló entre cuatro competidores en régimen de eliminatoria directa en instalaciones del International School Manila de Manila, Filipinas.

## Equipos participantes[4]
- Selección juvenil de rugby de Corea del Sur
- Selección juvenil de rugby de Emiratos Árabes Unidos
- Selección juvenil de rugby de Filipinas
- Selección juvenil de rugby de Malasia

## Play off
|  | Semifinales      | Semifinales   |    |           | Final            | Final      |  |
|  | 5 de julio       | 5 de julio    |    |           | 8 de julio       | 8 de julio |  |
|  |                  |               |    |           |                  |            |  |
|  |                  |               |    |           |                  |            |  |
|  | E. Árabes Unidos | 34            |    |           |                  |            |  |
|  | Malasia          | 13            |    |           |                  |            |  |
|  |                  |               |    |           |                  |            |  |
|  |                  |               |    |           |                  |            |  |
|  |                  |               |    |           | E. Árabes Unidos | 19         |  |
|  |                  | Corea del Sur | 12 |           |                  |            |  |
|  |                  |               |    |           |                  |            |  |
|  |                  |               |    |           |                  |            |  |
|  |                  |               |    |           | Tercer lugar     |            |  |
|  |                  |               |    |           |                  |            |  |
|  | Filipinas        | 6             |    | Filipinas | 19               |            |  |
|  | Corea del Sur    | 27            |    |           | Malasia          | 36         |  |

## Resultados

### Semifinales
| 13 de diciembre 17:00 | E. Árabes Unidos | 34 - 13 | Malasia |  |  |
|                       |                  | Reporte |         |  |  |

| 13 de diciembre 18:45 | Filipinas | 6 - 27  | Corea del Sur |  |  |
|                       |           | Reporte |               |  |  |

### Tercer puesto
| 16 de diciembre 14:00 | Filipinas | 19 - 36 | Malasia |  |  |
|                       |           | Reporte |         |  |  |

### Final
| 16 de diciembre 16:00 | E. Árabes Unidos | 19 - 12 | Corea del Sur |  |  |

| Bandera de Emiratos Árabes Unidos |
| Campeón Emiratos Árabes Unidos    |
|                                   |